# グレン・ディレーニー
グレン・ディレーニー（Glenn Delaney、1973年11月16日 - ）は、ニュージーランドのラグビー指導者。現在ジャパンラグビーリーグワン三菱重工相模原ダイナボアーズのヘッドコーチ。

## プロフィール
- ニュージーランド・ティマルー出身。
- 現役時代のポジションはロック(LO)、ナンバーエイト(No8)。

## 略歴
現役時代、トーヨコ、ロンドン・アイリッシュ、RCナルボンヌでプレーしていた。なおトーヨコ時代は社員として働いていた。
現役引退後、ノッティンガムRFC、ロンドン・アイリッシュ、スカーレッツ等のコーチを経て、2021年、三菱重工相模原ダイナボアーズのアシスタントコーチに就任。
2022年、ヘッドコーチに昇格。